# Sinagoga de Szeged
La Sinagoga de Szeged (en húngaro: Szegedi zsinagóga) es una sinagoga en Szeged, Hungría. Es un edificio de 1907 diseñado por el arquitecto húngaro judío Lipót Baumhorn (1860-1932), cuya obra se considera que contiene los mejores ejemplos de combinación de varios estilos arquitectónicos entre ellos Art Nouveau e historicista.
El interior del edificio, con sus 48,5 metros de alto con techo abovedado, se basa en varios estilos históricos.